# Église Saint-Oswald de Collingham
Pour les articles homonymes, voir Église Saint-Oswald.
La St Oswald's Church est une église paroissiale située à Collingham, Yorkshire de l'Ouest en Angleterre.